# Nectàspides
Nektaspida (també anomenat Naraoiida, Nectaspia i Nectaspida) és un ordre extint d'artròpodes proposat per Raymond l'any 1920; el seu estat taxonòmic és incert. Els espècimens pertanyents a aquest gènere són coneguts des del Cambrià inferior fins al Silurià inferior. Harry Blackmore Whittington va situar l'ordre dins dels trilobits. Cotton i Braddy (2000) el situaren com un nou clade de trilobits, tot reconeixent les afinitats dels nekàpsids amb els trilobits. Això comportà la necessitat d'afegir gèneres amb poques semblances amb els trilobits. Estrictament parlant, els nekàpsids tenen més semblances amb els quelicerats i, per tant, tindria més sentit relacionar-los taxonìomicament amb aquests.